# Éclats de voix
Éclats de voix est un festival d'art lyrique qui se déroule tous les ans au mois de juin en Gascogne. Il a été fondé en 1998 par Patrick de Chirée. En plus des concerts d'artistes reconnus, il propose des conférences, des classes de maîtres ou encore des chœurs amateurs.  

## Présentation
Le festival d'art lyrique Éclats de voix se déroule tous les ans, durant trois week-ends du mois de juin (dix jours et dix nuits), dans le pays d'Auch au cœur de la Gascogne.
Installé à la Maison de Gascogne, (anciennement Halle aux Grains), il étend ses manifestations au Centre Cuzin ou à la salle du Mouzon, à la cathédrale Sainte-Marie ou au théâtre d'Auch, à la collégiale de L'Isle-Jourdain ou à l'abbaye cistercienne de Flaran, pour parfois déborder sur la Halle aux Grains de Toulouse.
Il accueille au fil des saisons, dans une atmosphère à la fois légère et chaleureuse, les plus belles voix de notre temps. La mezzo-soprano Béatrice Uria-Monzon est la marraine de ce festival organisé par Patrick de Chirée, son directeur artistique.
Il a fêté son 15e anniversaire en 2012.

## Concept
À l'instar d'autres manifestations festivalières, Éclats de voix est organisé chaque année autour d'un thème unitaire à la résonance internationale, de « La dolce vita en Gascogne » à la « Romantique attitude », en passant par « God save the voice ».
Mais Éclats de voix n’est pas qu'un assemblage de concerts prestigieux d'art lyrique, c’est aussi un point de rencontre et d’échanges autour de la voix : conférences, classes de maître, chœurs amateurs, spectacles pour et par des jeunes.
Cette perspective, souvent ignorée de la plupart des festivals est pourtant essentielle : créer une réelle dynamique autour de l’événement, associant amateurs et passionnés, non dans un lieu mais pour ses habitants.

## Historique

### Solistes
- Barbara Hendricks
- Béatrice Uria-Monzon
- Leontina Vaduva
- Montserrat Figueras
- Sandrine Piau
- María Cristina Kiehr
- Giovanna Marini
- Patrizia Bovi
- Guillemette Laurens
- Angélique Ionatos
- Monique Zanetti
- Andreas Scholl
- Gérard Lesne
- James Bowman
- Derek Lee Ragin
- Michael Chance
- Jean-Louis Comoretto
- Sergej Larin
- Jean-Luc Viala
- Iann Honeyman
- Wolfgang Holzmair
- Jean-Philippe Lafont
- Beñat Achiary
- André Minvielle

### Chœurs et ensembles vocaux
- Les King’s Singers
- Les Swingle Singers
- Le Hilliard Ensemble
- Les Tallis Scholars
- Les Singphoniker
- Singer Pur
- Ensemble Micrologus
- Quatuor Giovanna Marini
- Hespèrion XX
- Il Seminario Musicale
- Musicatreize
- Les Éléments
- A Sei Voci
- Mora Vocis
- Oldarra
- Florilegium
- Le Chœur du New College d’Oxford
- Le Chœur de la Cathédrale de Westminster
- Sociedad Coral de Bilbao
- La Maîtrise de Radio France
- Les Pages et Chantres de la Chapelle de Versailles
- Le Chœur et Orchestre de l’Opéra de Budapest
- Le Chœur Orthodoxe de Riga
- Les Chœurs de l'Armée rouge
- Les solistes et Chœur de Lyon

### Musiques du monde et variétés
- Les Flying Pickets
- Vocal Sampling
- La Squadra de Gênes
- Trio Esperança
- Les Grandes Gueules
- Evasion
- A Banda di Sardegna e di Corsica
- Julieta Estrella, fado
- Gospel Singers
- Chanson plus bifluorée
- Sapho
- Julien Clerc
- Pierre Perret
- Hervé Suhubiette

### Instrumentistes
- Jordi Savall
- Fabio Biondi
- Rolf Lislevand
- Le Trio Talich
- Jean Tubery
- Cyprien Katsaris
- Georges Pludermacher
- Susan Manoff
- Eleonora Bekova
- Muza Rubackyté
- Cappella Istropolitana
- Orchestre de chambre de Toulouse
- Orchestre Les Passions
- Ensemble baroque de Toulouse
- Orchestre du conservatoire à rayonnement régional de Toulouse

### Les compositeurs qui ont créé pour le festival
- Patrick Burgan
- Serge Kaufmann
- Gerald Hendrie
- Marc Robine
- Olivier Pouech

### Les parrains, présentateurs et récitants
- Alain Duault
- Frédéric Lodéon
- Ève Ruggiéri
- Tran Quang Hai
- Henri Gougaud